# International Journal of Quantum Chemistry
International Journal of Quantum Chemistry (abrégé en Int. J. Quantum Chem.) est une revue scientifique à comité de lecture. Ce mensuel publie des articles de recherches originales concernant tous les aspects de la chimie quantique.
D'après le Journal Citation Reports, le facteur d'impact de ce journal était de 1,432 en 2014. Actuellement, les directeurs de publication sont Erkki Brändas (Université d'Uppsala, Suède) et Yngve Öhrn (Université de Floride, États-Unis).